# 鏡味仙志郎
鏡味 仙志郎（かがみ せんしろう、1975年1月19日 - ）は、太神楽曲芸協会、落語協会に所属している太神楽曲芸師。本名∶大木 茂久。

## 経歴
1993年、父である鏡味仙三郎に入門する。芸名「仙一」として落語協会にて噺家の前座修業を開始し、1995年に修業修了。
1996年、国立劇場第一期太神楽研修に聴講生として参加し、1998年に研修修了。
2002年、鏡味仙三郎社中結成。
2003年、フジテレビ火曜時代劇『夜桜お染』に出演。2004年、国際交流基金シリア・オマーン公演を敢行。
2006年、「仙志郎」と改名する。
2021年、師匠仙三郎死去。弟弟子鏡味仙成と共に鏡味仙志郎・仙成を結成する。

## 芸歴
出典∶
- 1993年∶父鏡味仙三郎に入門、芸名「仙一」。落語協会にて噺家の前座修業を開始する。
- 1995年∶修業修了。
- 1996年∶国立劇場第一期太神楽研修に聴講生として参加。
- 1998年∶研修修了。
- 2002年∶鏡味仙三郎社中結成。
- 2006年∶「仙志郎」と改名。
- 2021年∶師匠仙三郎死去、鏡味仙成と共に鏡味仙志郎・仙成を結成。